# Accolade (leesteken)
Accolades, ook wel krulhaken genoemd, zijn leestekens die voornamelijk gebruikt worden om aan te geven wat bij elkaar hoort. Er zijn twee accolades: { en }. Het teken komt weinig voor in teksten, maar wordt wel gebruikt bij het plaatsen van kanttekeningen. Een accolade wordt ook wel gebruikt om iets tussen haakjes te zetten als gewone haakjes al zijn gebruikt. Vaak wordt dan toch de voorkeur gegeven aan blokhaken.

## Gebruik

### Muziek
Een accolade wordt o.a. gebruikt om twee of meer regels met elkaar te verbinden. In deze functie wordt een accolade gebruikt in muziekschrift. Bij een instrument met meerdere notenbalken, zoals een piano, laat de accolade zien dat deze notenbalken bij elkaar horen:

### Wiskunde
In de wiskunde worden accolades gebruikt om een verzameling (geen opsomming) aan te geven:
een lege verzameling: { }
een oplopende verzameling: bijvoorbeeld {1,2,...} (de verzameling natuurlijke getallen, zonder nul)

### Programmeren
In sommige programmeertalen, met name die met een C-achtige syntaxis, geeft een accolade de begrenzing van een blok aan. In Pascal wordt commentaar door accolades begrensd. In Python worden accolades gebruikt om een dictionary aan te geven.
```
if
 
(
getal
 
==
 
1
)
  
/* als "getal" 1 is... */

{

  
doe_iets
(
getal
);

  
doe_nog_iets
();

}

```